# Stiftung Marburger Medien
Die Stiftung Marburger Medien ist eine christliche, konfessionsübergreifend tätige Stiftung in Marburg (Hessen). Sie berät engagierte Christen, christliche Gemeinden und Organisationen beim Einsatz von Literatur und bei der Öffentlichkeitsarbeit.

## Träger und Rechtsform
Die rechtsfähige Stiftung des bürgerlichen Rechts gehört zur Diakonie Hessen, dem Diakonischen Werk in Hessen und Nassau und Kurhessen-Waldeck e. V. Der konfessionelle Standort der Stiftung ist evangelisch, der Wirkungskreis jedoch überkonfessionell. Die Stiftung gehört zum Netzwerk des  Deutschen Gemeinschafts-Diakonieverbandes (DGD) und arbeitet auf der theologischen Basis der Deutschen Evangelischen Allianz.
Seit Januar 2022 ist Karsten Hüttmann Vorstandsvorsitzender der Stiftung. Weiterer Vorstand ist Steffen Marx.

## Zweck
Zweck der Stiftung ist die Förderung des christlichen Glaubens durch Verbreitung des Evangeliums durch Medien im In- und Ausland. Sie entwickelt und produziert jährlich 400 verschiedene Medien mit einer Gesamtauflage von über zehn Millionen Exemplaren und ist mit Schulung und Beratung von Kirchen, christlichen Gemeinden und Gruppen in Fragen des missionarischen Gemeindeaufbaus, des Einsatzes von Literatur und der Öffentlichkeitsarbeit aktiv. Die Stiftung Marburger Medien will mit ihren Medien „Glauben sichtbar machen“.
Die Stiftung hat 2022 die Arbeit des 2011 gegründeten Filmnetzwerks Mannaplace e. V. übernommen. Der Verein produzierte kostenlose Filme über den christlichen Glauben, die unter anderem bei YouTube verfügbar sind.

## Entstehung

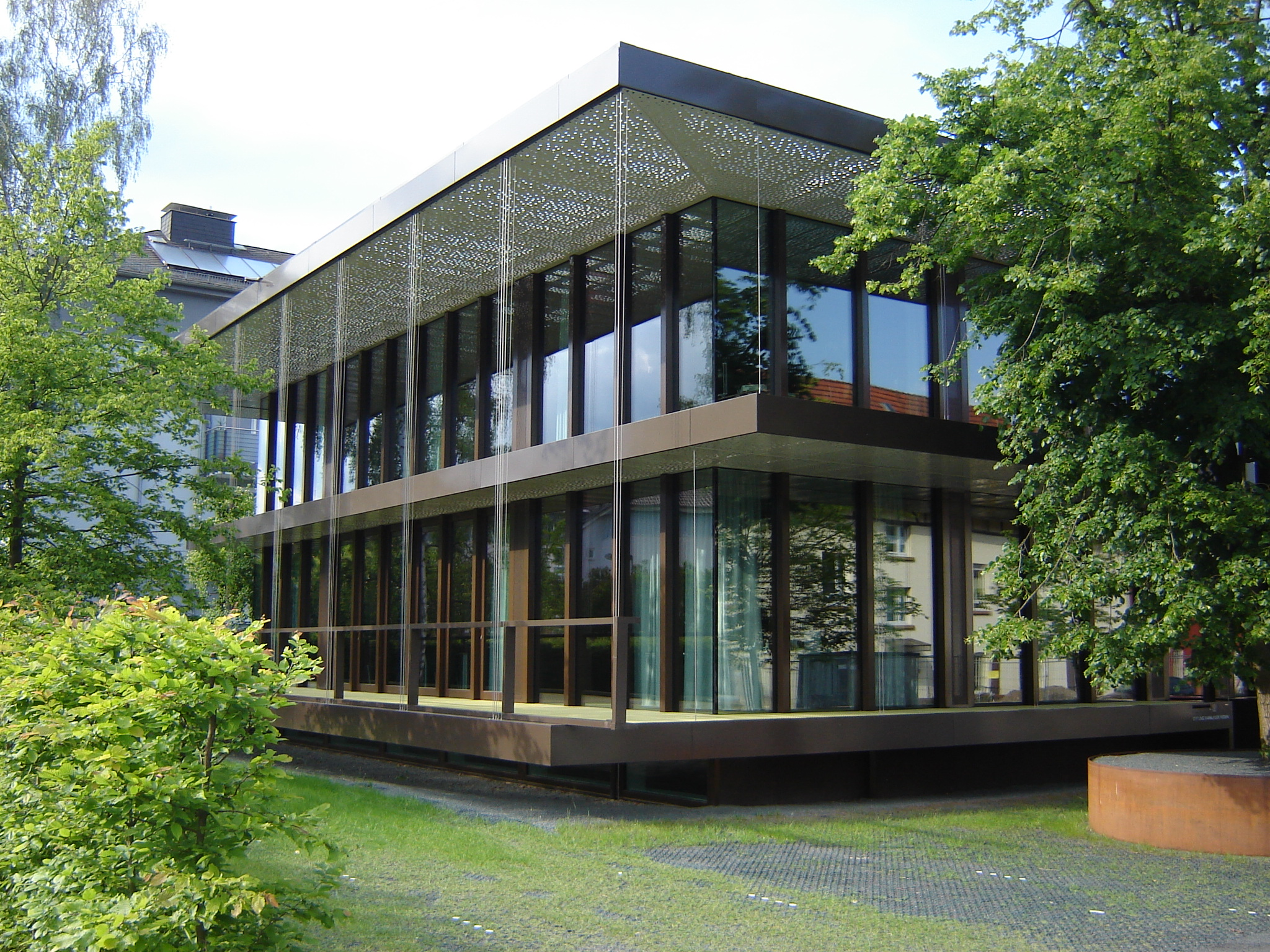
Medienhaus Stiftung Marburger Medien

Als Initiator und Gründer der ehemals Marburger Blättermission genannten Stiftung gilt Leonhard Eckart (* 1886 in Emskirchen). 1921 wurde von ihm – ausgehend vom Hensoltshöher Diakonissenhaus – die erste Blättermissionsgruppe in Nürnberg gegründet, vier Monate später kam eine weitere in Augsburg hinzu. Die Gruppen waren als Evangelisationsmethode gedacht, die sich mit Flugschriften für die Nachbarschaftsmission einsetzten. 1924 wurde Eckart vom Gründer des Deutschen Gemeinschafts-Diakonieverbandes (DGD), Pfarrer Theophil Krawielitzki (1866–1942), als Leiter der Blättermission für Glaubensdienst nach Marburg berufen. 1925 wurde die Marburger Blätter-Mission als eine GmbH gegründet. Wenige Jahre später wurde sie dann Bestandteil des DGD.
Seit dem 12. November 2002 trägt sie den Namen Stiftung Marburger Medien und ist seitdem ein eigenständiges Werk innerhalb des DGD-Netzwerkes.